# Souvrství Itat

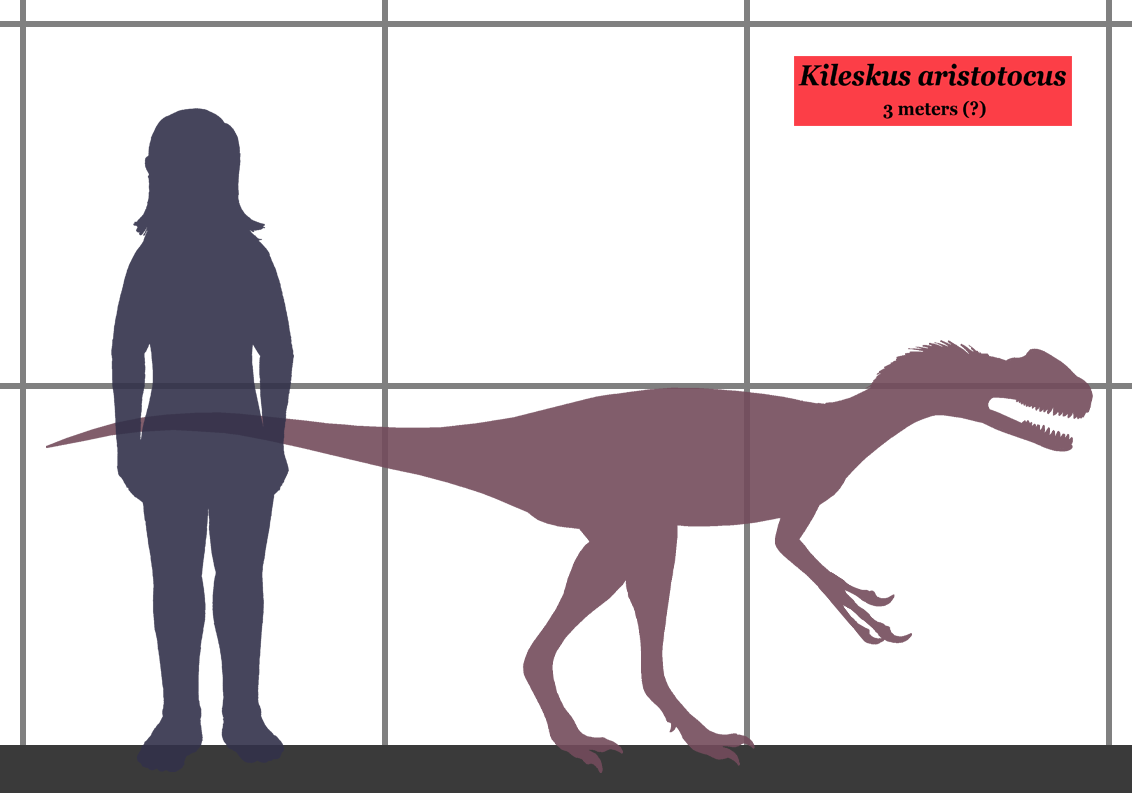
Kileskus ve velikostním porovnání s člověkem.

Souvrství Itat je geologickou formací z doby před 170 až 166 miliony let, tedy z období geologického věku bath (střední jura). Výchozy tohoto souvrství se rozkládají na území ruské Sibiře (Krasnojarský kraj).

## Popis a význam
Mezi nejběžnější horniny tohoto souvrství patří pískovec, jílovec, prachovec a uhlí. Mocnost sedimentů dosahuje 50 až 130 metrů. Nejvýznamnější paleontologickou lokalitou je Berezovský uhelný důl. Z objevených fosilií jsou významné především zkameněliny dinosaurů, například jednoho z nejstarších známých tyranosauroidních teropodů druhu Kileskus aristotocus. Objeveno zde bylo také množství fosilií jiných obratlovců, včetně ryb, obojživelníků, nedinosauřích plazů a savců (včetně ne-savčích mammaliaformů).

## Dinosauří fauna

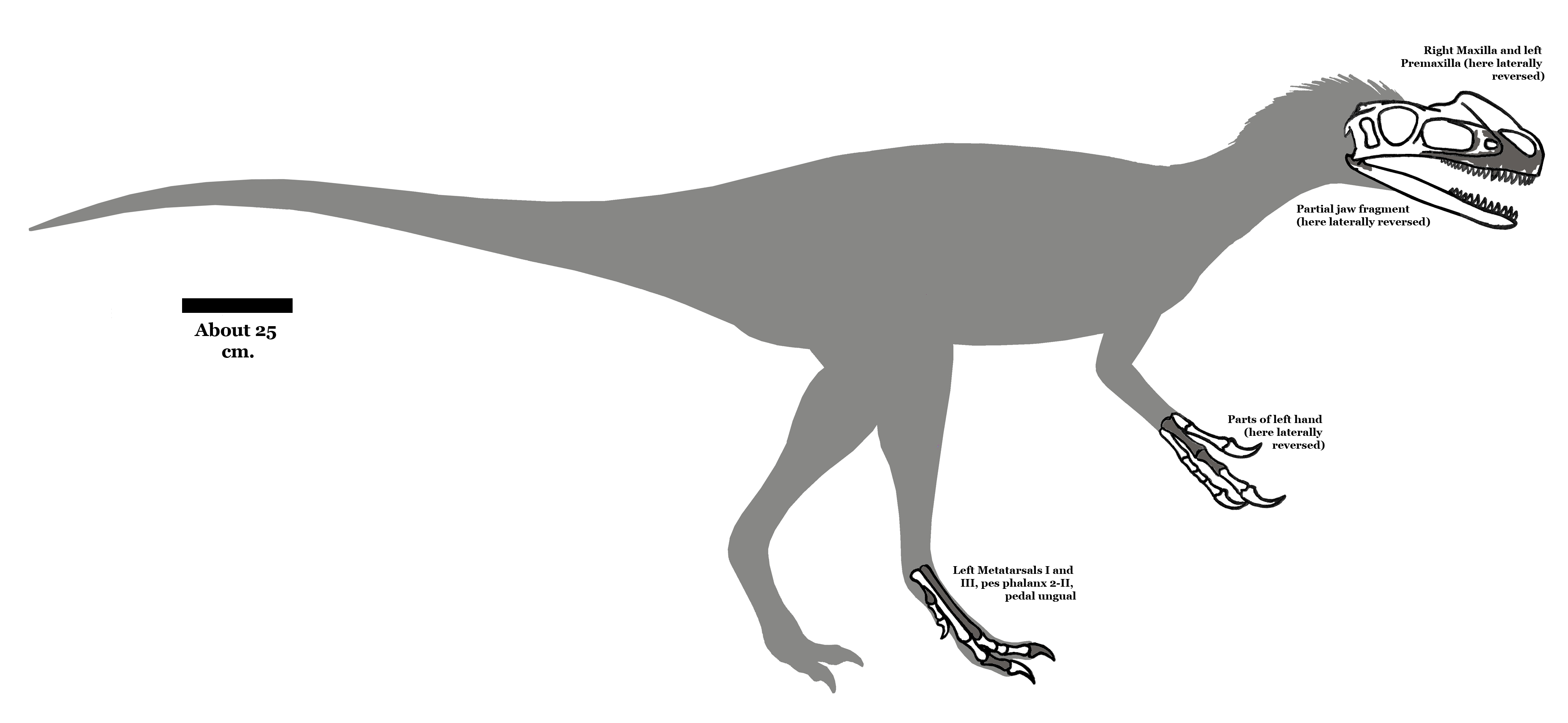
Kileskus aristotocus - dochované fosilie.

- Kileskus aristotocus[5]

- Heterodontosauridae indet.

- Mamenchisauridae indet.

- Stegosauria indet.[6]